# Xyleninae
Die Xyleninae sind eine arten- und gattungsreiche Unterfamilie der Eulenfalter (Noctuidae). Die Arten sind überwiegend nachtaktiv (Nachtfalter) und weltweit verbreitet.

## Merkmale
Die Arten lassen sich derzeit nicht durch ein ausschließlich ihnen gemeinsames abgeleitetes Merkmal als monophyletisches Taxon darstellen. Jedoch deutet eine besondere Kombination von Merkmalen in den Geschlechtsteilen von Männchen und Weibchen auf eine Monophylie hin.

## Vorkommen und Verbreitung
Die Unterfamilie ist weltweit verbreitet. Die Arten kommen von den Tropen bis in die gemäßigten Breiten vor. Die Mehrzahl der Arten besitzen Raupen, die vom Laub der Bäume leben. Wenige Arten leben auch auf krautigen Pflanzen oder bohren in Wurzeln von krautigen Pflanzen.

## Systematik
Die Monophylie der Unterfamilie Xyleninae ist noch nicht zweifelsfrei geklärt. Sie könnte auch paraphyletisch sein. Sie wird in acht Tribus unterteilt; der Umfang der Tribus ist z. T. noch nicht vollständig geklärt:

| - Xyleninae Guenée, 1852 - Tribus Xylenini Guenée, 1852 - Subtribus Xylenina Guenée, 1852 - Genus Agrochola Hübner, 1821 - Rötliche Herbsteule (Agrochola helvola) - Schwarzgefleckte Herbsteule (Agrochola litura) - Dunkelgraue Herbsteule (Agrochola lota) - Veränderliche Herbsteule (Agrochola lychnidis) - Gelbbraune Herbsteule (Agrochola macilenta) - Genus Anathrix Franclemont, 1937 - Genus Antivaleria Sugi, 1958 - Genus Apterogenum Berio, 2002 - Genus Atypha Hübner, 1821 - Genus Brachylomia Hampson, 1906 - Genus Bryotype Hampson, 1906 - Genus Bryotypella Hreblay & Ronkay, 1998 - Genus Chaetaglaea Franclemont, 1943 - Genus Cirrhia Hübner, 1821 - Ulmen-Gelbeule (Cirrhia gilvago) - Pappel-Gelbeule (Cirrhia ocellaris) - Genus Conistra Hübner, 1821 - Rotkopf-Wintereule (Conistra erythrocephala) - Gebüsch-Wintereule (Conistra ligula) - Feldholz-Wintereule (Conistra rubiginosa) - Heidelbeer-Wintereule (Conistra vaccinii) - Genus Daseuplexia Hampson, 1906 - Genus Daseutype Hreblay, Peregovits & Ronkay, 1999 - Genus Elwesia Hampson, 1894 - Genus Epidemas Smith, 1894 - Genus Epiglaea Grote, 1878 - Genus Estagrotis Nye, 1975 - Genus Eucirroedia Grote, 1875 - Genus Eupsilia Hübner, 1821 - Satellit-Wintereule (Eupsilia transversa) - Genus Fabiania Hreblay & Ronkay, 2000 - Genus Hemiglaea Sugi, 1980 - Genus Hillia Grote, 1883 - Genus Himalistra Hacker, 1993 - Genus Homoglaea Morrison, 1876 - Genus Hyalobole Warren, 1911 - Genus Isolasia Warren, 1912 - Genus Jodia Hübner, 1821 - Genus Lithomoia Hübner, 1821 - Genus Lithophane Hübner, 1821 - Lithophane antennata (Walker, 1858) - Graue Holzeule (Lithophane (Lithophane) consocia) - Braungraue Holzeule (Lithophane (Lithophane) furcifera) - Gagelstrauch-Moor-Holzeule (Lithophane (Lithophane) lamda) - Zypressen-Holzeule (Lithophane (Prolitha) leautieri) - Hellgraue Holzeule (Lithophane (Lithophane) ornitopus) - Genus Lomilysis Franclemont, 1937 - Genus Maraschia Osthelder, 1933 - Genus Meganyctycia Hreblay & Ronkay, 1998 - Genus Mesorhynchaglaea Sugi, 1980 - Genus Metaxaglaea Franclemont, 1937 - Genus Nyctycia Hampson, 1906 - Genus Omphaloscelis Hampson, 1906 - Mondfleck-Herbsteule (Omphaloscelis lunosa) - Genus Orbona Hübner, 1821 - Große Wintereule (Orbona fragariae) - Genus Palaeagrotis Hampson, 1907 - Genus Parabole Hreblay & Ronkay, 1998 - Genus Paranyctycia Hreblay & Ronkay, 1998 - Genus Parastichtis Hübner, (1821) - Genus Plantea Hacker & Ronkay, 1996 - Genus Potnyctycia Hreblay & Ronkay, 1998 - Genus Psectraglaea Hampson, 1906 - Genus Pygopteryx Staudinger, 1887 - Genus Pyreferra Franclemont, 1937 - Genus Rhynchaglaea Hampson, 1906 - Genus Sericaglaea Franelemont, 1941 - Genus Spudaea Snellen, 1867 - Genus Sugitania Matsumura, 1926 - Genus Sunira Franclemont, 1950 - Rötlichgelbe Herbsteule (Sunira circellaris) - Genus Taivaleria Hreblay & Ronkay, 2000 - Genus Telorta Warren, 1910 - Genus Teratoglaea Sugi, 1958 - Genus Tiliacea Tutt, 1896 - Rotbuchen-Gelbeule (Tiliacea aurago) - Genus Xylena Ochsenheimer, 1816 - Graue Moderholzeule (Xylena exsoleta) - Braune Moderholzeule (Xylena vetusta) - Genus Xanthia Ochsenheimer, 1816 - Bleich-Gelbeule (Xanthia icteritia) - Gold-Gelbeule (Xanthia aurago) - Streifen-Gelbeule (Xanthia citrago) - Weiden-Gelbeule (Xanthia togata) - Genus Xystopeplus Franclemont, 1937* - Subtribus Pseudohadenina Ronkay & Fibiger, 2007 - Genus Pseudohadena (Alphéraki, 1887) - Subgenus Pseudopseustis Hampson, 1910 - Subgenus Jaxartia Püngeler, 1914 - Genus Rhiza Staudinger, 1889 - Subgenus Gryphadena Kusnezov, 1908 - Subgenus Gryphanta Ronkay, Varga & Fábián, 1995 - Genus Eremohadena Ronkay, Varga & Fábián, 1995 - Subgenus Iberihadena Fibiger & Ronkay, 2007 - Subgenus Megahadena Ronkay, Varga & Gyulai, 1995 - Genus Orohadena Ronkay, Varga & Gyulai, 1995 - Genus Bryohadena Ronkay, Varga & Gyulai, 1995 - Genus Scotocampa Staudinger, 1888 - Genus Lanatopyga Gyulai & Ronkay, 2002 - Subtribus Antitypina Forbes & Franclemont, 1954 - Genus Ammoconia Lederer, 1857 - Graubraune Frühherbsteule (Ammoconia caecimacula) - Genus Ammopolia Boursin, 1955 - Genus Andropolia Grote, 1895 - Genus Antitype Hübner, 1821 - Chi-Eule (Antitype chi) - Genus Aporophyla Guenée, 1841 - Schwarze Glattrückeneule (Aporophyla nigra) - Genus Blepharita Hampson, 1907 - Genus Dasypolia Guenée, 1852 - Bärenklau-Rauhaareule (Dasypolia templi) - Genus Dichonia Hübner, 1816 - Genus Dryobota Lederer, 1857 - Genus Dryobotodes Warren, 1910 - Genus Dryotype Hampson 1906 - Genus Evisa Reisser, 1930 - Genus Fishia Grote, 1877 - Genus Mesogona Boisduval, 1840 - Eichenwald-Winkeleule (Mesogona acetosellae) - Auenwald-Winkeleule (Mesogona oxalina) - Genus Mniotype Franclemont, 1941 - Genus Pachypolia Grote, 1874 - Genus Platypolia Grote, 1895 - Genus Polymixis Hübner, 1821 - Polymixis argillaceago - Gelbliche Steineule (Polymixis flavicincta) - Blaugraue Steineule (Polymixis xanthomista) - Genus Rhizagrotis Snüth, 1890 - Genus Rileyiana Moucha & Chvala, 1963 - Genus Scotochrosta Lederer, 1857 - Genus Sutyna Todd, 1958 (Nearctic) - Genus Trigonophora Hübner, 1821 - Trigonophora flammea - Genus Xylotype Hampson, 1906 - Tribus Dypterygiini Forbes, 1954 - - Genus Andobana Viette, 1965 - Genus Anthracia Hübner, 1823 - Genus Berioana Fletscher & Viette, 1962 - Genus Dypterygina Sugi, 1954 - Genus Dypterygia Stephens, 1829 - Dunkle Knötericheule (Dypterygia scabriuscula) - Genus Feliniopsis Roepke, 1938 - Genus Heraema Staudinger, 1893 - Genus Heterophysa Boursin, 1953 - Genus Leucotrachea Janse, 1937 - Genus Leumicamia Viette, 1965 - Genus Madegalatha Viette, 1965 - Genus Mimleucania Hampson, 1908 - Genus Mormo Ochsenheimer, 1816 - Schwarzes Ordensband (Mormo maura) - Genus Olivenebula Kishida & Yoshimoto, 1977 - Genus Opsyra Hampson, 1908 - Genus Orthogonia Felder & Felder, 1862 - Genus Phoebophilus Staudinger, 1888 - Genus Plexiphleps Warren, 1913 - Genus Polyphaenis Boisduval, 1840 - Bunte Ligustereule (Polyphaenis sericata) - Genus Prototrachea Viette, 1961 - Genus Taenerema Draudt, 1950 - Genus Taeneremina Ronkay & Ronkay, 2001 - Genus Thalpophila Hübner, 1820 - Gelbflügel-Raseneule (Thalpophila matura) - Genus Trachea Ochsenheimer, 1816 - Meldeneule (Trachea atriplicis) - Genus Triphaenopsis Butler, 1878 - Tribus Actinotiini Beck, 1996 - - Genus Actinotia Hübner, 1821 - Trockenrasen-Johanniskrauteule (Actinotia radiosa) - Genus Alastria Lafontaine & Troubridge, 2004 - Genus Chloantha Boisduval, Rambur & Graslin, 1836 - Ruderalflur-Johanniskrauteule (Chloantha hyperici) - Genus Hyppa Duponchel, 1844 - Heidelbeer-Stricheule (Hyppa rectilinea) - Genus Iodopepla Franclemont, 1964 - Genus Nedra Clarke, 1940 - Tribus Phlogophorini Hampson, 1918 - - Genus Auchmis Hübner, 1821 - Berberitzeneule (Auchmis detersa) - Genus Blepharomorpha Hreblay & Ronkay, 1995 - Genus Chandata Moore, 1882 - Genus Conservula Grote, 1874 - Genus Euplexia Stephens, 1829 - Gelbfleck-Waldschatteneule (Euplexia lucipara) - Genus Karana Moore, 1882 - Genus Magusa Walker, 1857 - Genus Metappana Viette, 1965 - Genus Oroplexia Hampson, 1908 - Genus Paranataelia Draudt, 1935 - Genus Pareuplexia Warren, 1911 - Genus Phlogophora Treitschke, 1825 - Achateule (Phlogophora meticulosa) - Smaragdeule (Phlogophora scita) - Genus Pseudenargia Boursin, 1956 - Genus Syrrusis Hampson, 1908 - Genus Syrrusoides Laporte, 1972 - Genus Tracheplexia Janse, 1937 - Genus Transeuplexia Hreblay & Plante, 1995 - Genus Valerioides Warren, 1913 - Tribus Pseudeustrotiini Beck, 1996 - - Genus Pseudeustrotia Warren, 1913 - Dreieck-Grasmotteneulchen (Pseudeustrotia candidula) - Tribus Prodeniini Forbes, 1954 - - Genus Spodoptera Guenée, 1852 (syn. Prodenia Guenée, 1852) - Tribus Caradrinini Boisduval, 1840 - Subtribus Caradrinina Boisduval, 1840 - Genus Hoplodrina Boursin, 1937 - Genus Chilodes Herrich-Schäffer, 1849 - Schmalflügelige Schilfeule (Chilodes maritima) - Genus Scythocentropus Speiser, 1902 - Genus Stenodrina Boursin, 1937 - Genus Stygodrina Boursin, 1937 - Genus Caradrina Ochsenheimer - Caradrina kadenii - Subgenus Platyperigea Smith, 1894 - Subgenus Boursinidrina Hacker, 2004 - Subgenus Kalchbergiana Hacker, 2004 - Subgenus Levantrina Hacker, 2004 - Subgenus Weigertrina Hacker, 2004 - Subgenus Eremodrina Boursin, 1937 - Subgenus Paradrina Boursin, 1937 - Heu-Staubeule (Paradrina clavipalpis) - Paradrina rebeli (Staudinger, 1901) - Genus Charanyca Billberg, 1820 - Dreilinieneule (Charanyca trigrammica) - Subgenus Pseudoxestia Boursin, 1937 - Subgenus Rusina Stephens, 1829 - Subtribus Athetina Fibiger & Lafontaine, 2005 - Genus Athetis Hübner, 1821 - Subgenus Hydrillula Tams, 1938 - Subgenus Proxenus Herrich-Schäffer, 1850 - Subtribus Cosmiina Guenée, 1852 - Genus Enargia Hübner, 1821 - Genus Ipimorpha Hübner, 1821 - Genus Cosmia Ochsenheimer, 1816 - Rotbraune Ulmeneule (Cosmia affinis) - Weißflecken-Ulmeneule (Cosmia diffinis) - Violettbraune Ulmeneule (Cosmia pyralina) - Trapezeule (Cosmia trapezina) - Subgenus Ulmia Fibiger & Hacker, 2007 - Subgenus Calymnia Hübner, 1821 - Subgenus Silva Fibiger & Hacker, 2007 (präokkupiert durch Silva Verreaux, 1872) - Subgenus Nemus Fibiger & Hacker, 2007 - Genus Brachyxanthia Butler, 1878 - Genus Dicycla Guenée, 1852 - Eichen-Nulleneule (Dicycla oo) - Genus Athetmia Hübner, 1821 - Tribus Elaphrini Beck, 1996 - - Genus Galgula Guenée, 1852 - Genus Elaphria Hübner, 1818 - Marmoriertes Gebüscheulchen (Elaphria venustula) - Genus Bryolymnia Hampson, 1908 - Genus Gonodes Druce, 1908 - Tribus Apameini Boisduval, 1828 - Subtribus Oxytripiina Gozmány, 1970 - Genus Oxytripia Staudinger, 1871 - Oxytripia orbiculosa - Subtribus Apameina Boisduval, 1828 - Genus Abromias Billber, 1820 - Genus Amphipoea Billberg, 1820 - Genus Apamea Ochsenheimer, 1816 - Feldflur-Grasbüscheleule (Apamea anceps) - Große Veränderliche Grasbüscheleule (Apamea crenata) - Makelrand-Grasbüscheleule (Apamea epomidion) - Zweifarbige Grasbüscheleule (Apamea illyria) - Ziegelrote Grasbüscheleule (Apamea latericia) - Weißlichgelbe Grasbüscheleule (Apamea lithoxylaea) - Apamea maillardi (Geyer, 1834) - Große Grasbüscheleule (Apamea monoglypha) - Kleine Veränderliche Grasbüscheleule (Apamea remissa) - Schwarzweiße Grasbüscheleule (Apamea rubrirena) - Bräunlichgelbe Grasbüscheleule (Apamea scolopacina) - Rötlichgelbe Grasbüscheleule (Apamea sublustris) - Ackerrand-Grasbüscheleule (Apamea sordens) - Glanzgras-Grasbüscheleule (Apamea unanimis) - Apamea zeta (Treitschke, 1825) - Genus Archanara Walker, 1866 - Genus Arenostola Hampson, 1910 - Genus Argyrospila Herrich-Schäffer, 1851 - Genus Calamia Hübner, 1831 - Grüneule (Calamia tridens) - Genus Celaena Stephens, 1829 - Haworths Mooreule (Celaena haworthii) - Genus Cervyna Ronkay, Zilli & Fibiger, 2005 - Genus Coenobia Stephens, 1850 - Genus Crypsedra Warren, 1910 - Bunte Waldgraseule (Crypsedra gemmea) - Genus Denticucullus Rakosy, 1996 - Genus Eremobia Stephens, 1829 - Ockerfarbene Quendeleule (Eremobia ochroleuca) - Genus Fabula Fibiger, Zilli & Ronkay, 2005 - Genus Globia Fibiger, Zilli, Ronkay & Goldstein, 2009 (nom. nov. pro Capsula Fibiger, Zilli, Ronkay & Goldstein, 2005) - Genus Gortyna Ochsenheimer, 1816 - Haarstrangwurzeleule (Gortyna borelii) - Kletteneule (Gortyna flavago) - Genus Hampsonicola Ronkay, Zilli & Fibiger, 2009 (nom. nov. pro Hedina Ronkay, Zilli & Fibiger, 2005) - Genus Helotropha Lederer, 1857 - Genus Hydraecia Guenée, 1841 - Markeule (Hydraecia micacea) - Pestwurzeule (Hydraecia petasitis) - Genus Hypocoena Hampson, 1908 - Genus Lateroligia Zilli, Ronkay & Fibiger, 2005 - Genus Lenisa Fibiger, Zilli & Ronkay, 2005 - Genus Litoligia Beck, 1999 - Genus Longalatedes Beck, 1999 - Genus Luperina Boisduval, 1829 - Genus Mesapamea Heinicke, 1959 - Getreide-Halmeule (Mesapamea secalis) - Genus Mesoligia Boursin, 1965 - Genus Nonagria Ochsenheimer, 1816 - Genus Oligia Hübner, 1821 - Striegel-Halmeulchen (Oligia strigilis) - Genus Oria Hübner, 1821 - Genus Pabulatrix Sugi, 1982 - Genus Photedes Lederer, 1857 - Genus Phragmatiphila Hampson, 1908 - Wasserschwaden-Röhrichteule (Phragmatiphila nexa) - Genus Protarchanara Beck, 1999 - Genus Pseudluperina Beck, 1999 - Genus Resapamea Varga & Ronkay, 1992 - Genus Rhizedra Warren, 1911 - Genus Sedina Urbahn, 1933 - Büttners Schrägflügeleule (Sedina buettneri) - Genus Sidemia Staudinger, 1892 - Genus Staurophora Reichenbach, 1817 - Malachiteule (Staurophora celsia) - Genus Unchelea Fibiger, Zilli & Ronkay, 2009 (nom. nov. Bifurcula Fibiger, Zilli & Ronkay, 2005) - Genus Xylomoia Staudinger, 1892 - Subtribus Sesamiina Fibiger & Goldstein, 2005 - Genus Sesamia Guenée, 1852 |